# Mohammed Ali (Bauunternehmer)

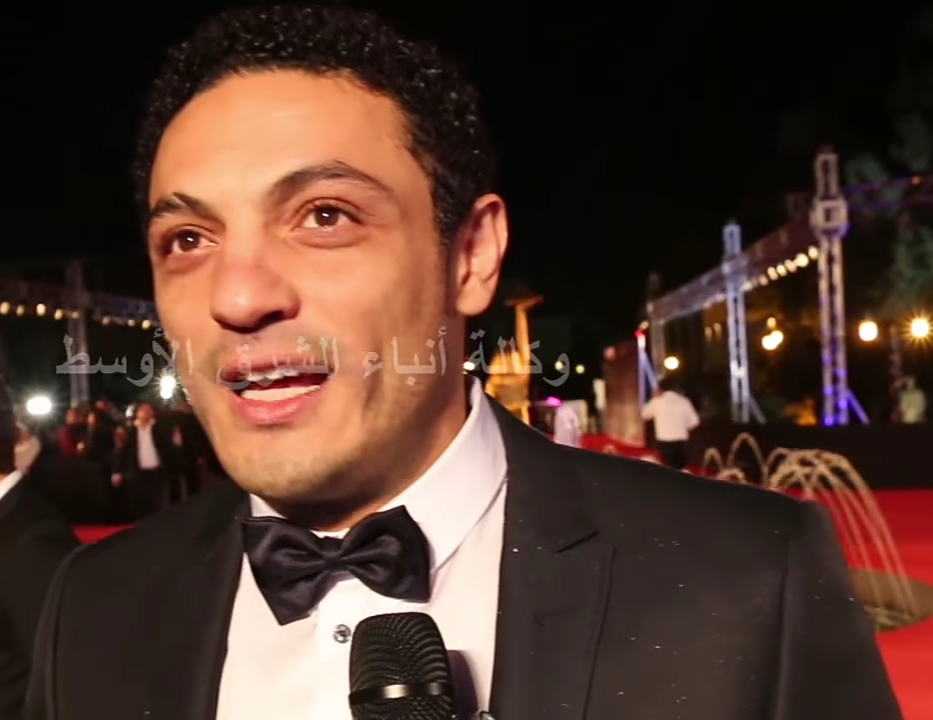
Mohammed Ali (2016)

Mohammed Ali (arabisch محمد علي, DMG Muḥammad ʿAlī) ist ein in Spanien lebender ägyptischer Bauunternehmer, Schauspieler und Blogger, der in Opposition zum Präsidenten Ägyptens, Abd al-Fattah as-Sisi, steht.
Er wird von seinen Anhängern als Volksheld angesehen, wirft dem ägyptischen Präsidenten Korruption vor, fordert seinen Rücktritt und mobilisierte in Dutzenden Videoclips für einen Millionenmarsch am Freitag, den 27. September 2019. Der Marsch kam nicht zustande, da der Tahrirplatz sowie weitere Orte von der Polizei abgeriegelt wurden.

## Leben
Mohammed Ali wurde um 1974 geboren. Er arbeitete nach eigenen Angaben 15 Jahre lang mit der ägyptischen Armee zusammen. Er veröffentlicht regelmäßig Videos auf seiner Facebook-Seite und etablierte sich im September 2019 als Antipode zu Ägyptens Präsident, denn seine Botschaften wurden millionenfach abgerufen. Er attackiert den Präsidenten und seine Ehefrau, erhebt schwere Vorwürfe: Die Armee verschwende öffentliche Gelder und schulde ihm für den Bau eines Luxushotels 220 Mio. Ägyptische Pfund (rund zwölf Mio. Euro). Die Gattin des Präsidenten habe sündhaft teure Renovierungen in einigen Palästen angeordnet. Den Präsidenten attackierte er direkt: „Du bist ein Unterdrücker und ein Versager“. Die New York Times kommentierte: „Er spricht nicht wie ein [...] Politiker, sondern wie einer von ihnen, oder wie jemand, der sie gerne wären.“ Die Politologin Rabab el-Mahdi von der American University in Kairo, brachte es auf den Punkt: „Sie sehen ihn an und sie sehen eine erfolgreiche Version ihrer selbst“. Er gibt sich als Mann des Volkes und setzt sich so in Gegensatz zu Sisis Regierung, der er fast täglich Korruption und Geldverschwendung vorwirft. 
Gudrun Harrer berichtete im Standard, dass eine Reihe von Nachahmern, die meisten davon ehemalige Militärs, in seiner Folge ebenfalls als Videoposter Kritik am Regime äußerten. Die österreichische Nahost-Expertin hält den Bauunternehmer für nicht unbedingt glaubwürdig. Teile der Bevölkerung folgten Mohamed Ali nicht weil sie ihm vertrauten, sondern „weil sie der Meinung sind, dass er recht hat.“

## Millionenmarsch
Am Wochenende vor dem geplanten Millionenmarsch Ende September 2019 fanden die ersten Straßenproteste in Ägypten seit 2013 statt. Hunderte Menschen demonstrierten in Kairo und anderen größeren Städten und es kam zu Zusammenstößen mit der Polizei. Die Zahl der Inhaftierten reicht von 270 bis mehr als 1900, je nach Quelle. Zwar waren die Demos vergleichsweise klein, doch war ihre Symbolwirkung groß. Zu hören waren die gleichen Slogans wie 2011, damals gegen Mubarak: "Hau ab" und "Das Volk will den Sturz des Regimes". Sisis Gegenspieler, Mohammed Ali, habe sich nicht als Politiker ins Spiel gebracht, sondern vielmehr als eine Art Whistleblower, der sich nun plötzlich entschieden haben soll, ein Revolutionsführer zu werden. Dies war die Einschätzung des Journalisten Chaled Dawud, des Sprecher einer ägyptischen Oppositionspartei, im Gespräch mit der New York Times.
Am Sonntag vor der großen Kundgebung versandte die ägyptische Regierung eine Mail an ausländische Journalisten. Sie enthielt eine kaum verklausulierte Drohung und forderte indirekt, so das Nachrichtenmagazin Der Spiegel: „Die internationalen Medien sollten genauso über die Proteste berichten, wie es die ägyptischen Kollegen tun: gar nicht.“